# Gertrude Stein

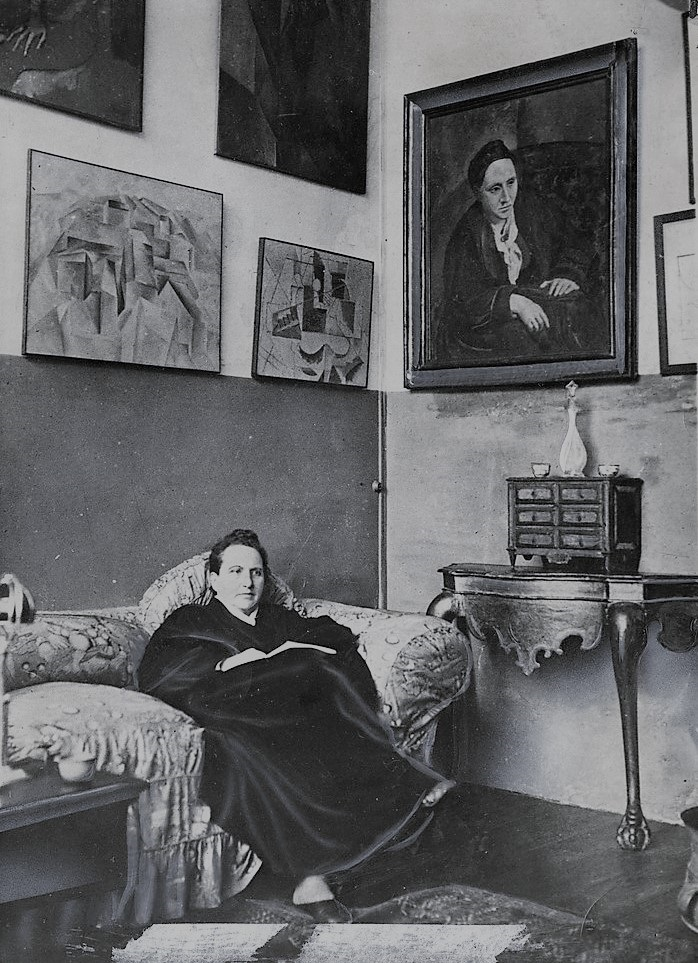
Gertrude Stein w swoim paryskim studiu (1930)

Gertrude Stein (ur. 3 lutego 1874 w Allegheny, zm. 27 lipca 1946 w Paryżu) – amerykańska powieściopisarka żydowskiego pochodzenia, poetka i feministka. Miała wpływ na rozwój modernistycznej sztuki i literatury. Większość życia spędziła we Francji.

## Życie i twórczość
Pochodziła z zamożnej, żydowskiej rodziny. Spędziła dzieciństwo w Wiedniu i Paryżu. W Radcliffe College studiowała psychologię u filozofa Williama Jamesa. Po dalszych studiach, ale przerwanych, w Johns Hopkins University School of Medicine wyjechała do Paryża, gdzie od 1903 do 1912 mieszkała z bratem Leonem, zdolnym krytykiem sztuki, a później ze swoją dożywotnią saficką partnerką i sekretarką, Alice B. Toklas.
W 1934 roku przyjechała do USA dla wygłoszenia odczytów. Zainteresowanie takimi artystami, jak Henri Matisse, Juan Gris, Pablo Picasso, Georges Braque sprawiło, że stała się ich mecenasem i krytykiem sztuki. W jej słynnym paryskim salonie, oprócz wielu awangardowych plastyków, gromadzili się także awangardowi pisarze (Ezra Pound, James Joyce). Liczni młodzi literaci amerykańscy (Ernest Hemingway, Francis Scott Fitzgerald) nazwani przez nią straconym pokoleniem (ang. lost generation) korzystali z jej patronatu i opieki. Stein zyskała opinię najwybitniejszej emigrantki amerykańskiej w Paryżu i paryskiej legendy, częściej omawianej, niż czytywanej.
Od 1934 roku do II wojny światowej podejmowała (wyraźnie ironiczne) działania, aby Adolf Hitler otrzymał pokojową nagrodę Nobla.
Okres II wojny przetrwała dzięki pomocy przyjaciela, wysoko postawionego urzędnika reżimu Vichy, historyka Bernarda Faÿa, mieszkając razem z Alicją Toklas w miasteczku w Prowansji.
Zmarła w wieku 72 lat po operacji raka żołądka w American Hospital w Neuilly-sur-Seine. Pochowano ją w Paryżu na cmentarzu Père-Lachaise.
Gdy zmarła, jej kolekcję dzieł sztuki odziedziczyła Alice B. Toklas. W 1961 roku przeszła na własność rodziny pisarki, która sprzedała zbiory za 8 milionów dolarów.
Na jej sposób pisania, na bezpośrednie postrzeganie rzeczywistości wolne od prekoncepcji, wpłynęła teoria pragmatyzmu Williama Jamesa. Wyjątkowy styl Stein odznacza się użyciem słów bardziej dla ich skojarzeń i dźwięku, niż dla dosłownego znaczenia, skomplikowanym systemem powtórzeń i przekształceń jednego tematu wyrazowego, odejściem od klasycznego przestankowania i normalnej składni, ukazywaniem wrażeń i stanów umysłu bardziej, niż snuciem wątków. Zadebiutowała Three Lives (1909), historią o trzech robotnicach uznaną za arcydzieło. W 1914 powstał Tender Buttons, najbardziej kubistyczny z jej utworów, szereg poetyckich akapitów o rzeczach na granicy zrozumiałości. Poza wąskim kręgiem znawców jako jedyna z jej książek zdobyła popularność Autobiografia Alicji B. Toklas (1933), faktycznie jednak autobiografia samej autorki. Stein napisała również dwie opery z muzyką Virgila Thomsona. 
Jest autorką określenia Róża jest różą, jest różą, jest różą wzywającego do interpretowania rzeczy takimi, jakie są.